# Chamaecrista supplex
Chamaecrista supplex là một loài thực vật có hoa trong họ Đậu. Loài này được (Benth.) Britton & Killip miêu tả khoa học đầu tiên.